# Driscoll's
Driscoll's（読み：ドリズコールズ）は、アメリカ合衆国カリフォルニア州を拠点とする、新鮮なイチゴやその他の果実の販売業者であり、製品ブランドでもある。世界的にはトップシェアを誇り、安価な食料品として有名なブランドであるが、日本産の安価なイチゴなどと比較して甘みに欠けるため、日本ではコストコを除いてあまり流通していない。この会社は、世界的な製品流通を目指して、クラムシェル型パッケージや流通に適した硬めの品種を作り上げてきた。
1800年代後半からReiterおよびDriscollファミリーに属していた、第4世代のファミリービジネスとして成立した。2017年には、60億ドル規模の米国のベリー市場の約3分の1を占めていた。現在も世界最大のベリー生産者である。Driscoll'sは、カリフォルニア州ワトソンビルに本社を置き、独自の品種のベリーを開発し、承認された栽培者を通じて独占的にライセンスを供与している。

## 歴史

### 1900年代初頭、財団とバナーストロベリー
Driscoll'sの起源は1800年代後半に遡る。1849年、アルザス出身の肉屋がカリフォルニアに定住し、最終的にワトソンビルの近くで肥育を行った 。肉屋の息子、JE "Ed" ReiterとReiterの義理の兄弟、RF "Dick" Driscollは、この地域でイチゴの栽培を始めた。Driscollのイチゴ栽培は「カリフォルニアストロベリーゴールドラッシュ」の始まりであった。
Thomas Loftus、Driscoll、およびReiterの間の会議中に、3人はカリフォルニア州シャスタ郡北部のSweetbriarコミュニティでイチゴを保護および促進するためのパートナーシップを形成した。 1902年に、パートナーはすべての箱を紙リボンで包むことにより、サンフランシスコ市場でイチゴを宣伝し始めた。マーケティング戦略として、各箱の紙リボンに印刷された大きなイチゴから、「バナー」というイチゴ品種を獲得した。
Driscoll'sは1904年に正式に設立され、当時はバナーベリー農場のブランドとして知られていた。 彼らは秘密裏にロフタスを彼らの供給者として保ち、また、様々な種類のベリーを独占的に植えた。同社は、1916年にReiterがバナーベリーの苗を外販するために外部パートナーシップを形成するまで、バナー品種の唯一の供給者であった。20年の営業期間を経て、バナー種はウイルス感染の蔓延に感染し、Driscoll'sは新しい品種のベリーの栽培と拡散を始めた。新しい品種は、カリフォルニア大学バークレー校のハロルドトーマスとアールゴールドスミスによって開発された。

### 1940年代とDriscoll Strawberry Associatesの設立
20世紀初頭、米国のイチゴ市場は日本人移民によって支配されていた。1942年の第二次世界大戦中、日本人は強制収容所に入れられたため、米国のイチゴ業界はほぼ崩壊した。 戦争中、Driscoll'sはまだイチゴを栽培している数少ない会社の1つであった。第二次世界大戦後、Driscoll'sは、強制収容所から解放された日系アメリカ人を積極的に採用した。 同社はまた、Driscoll Strawberry Associatesという名前でマーケティングを開始した。
ゴールドスミスとトーマスは1944年に大学の仕事を辞め、大学が育種プログラムを放棄することを計画した後、新しく設立されたストロベリーカリフォルニア大学に転勤した。同社は、ゴールドスミスとトーマスの生涯を代表する大学から苗木と遺伝資源を購入した 。カリフォルニアのストロベリー大学は、後にDriscoll Strawberry Associatesと合併した。
1946年、ゴールドスミスとトーマスは2つの大学品種を通過し、最終的にZ5Aとして知られるようになった。この品種は出荷時の衝撃に耐える硬さを持ち、夏の終盤に結実した。Driscoll'sのイチゴは収穫が遅いため、他の生産者がイチゴを出荷していない時期にDriscoll'sのイチゴを出荷することができた 。Driscoll'sのイチゴは10年間にわたって開発が続けられ、1957年まで販売されなかった 。

### 1980年代から現在まで

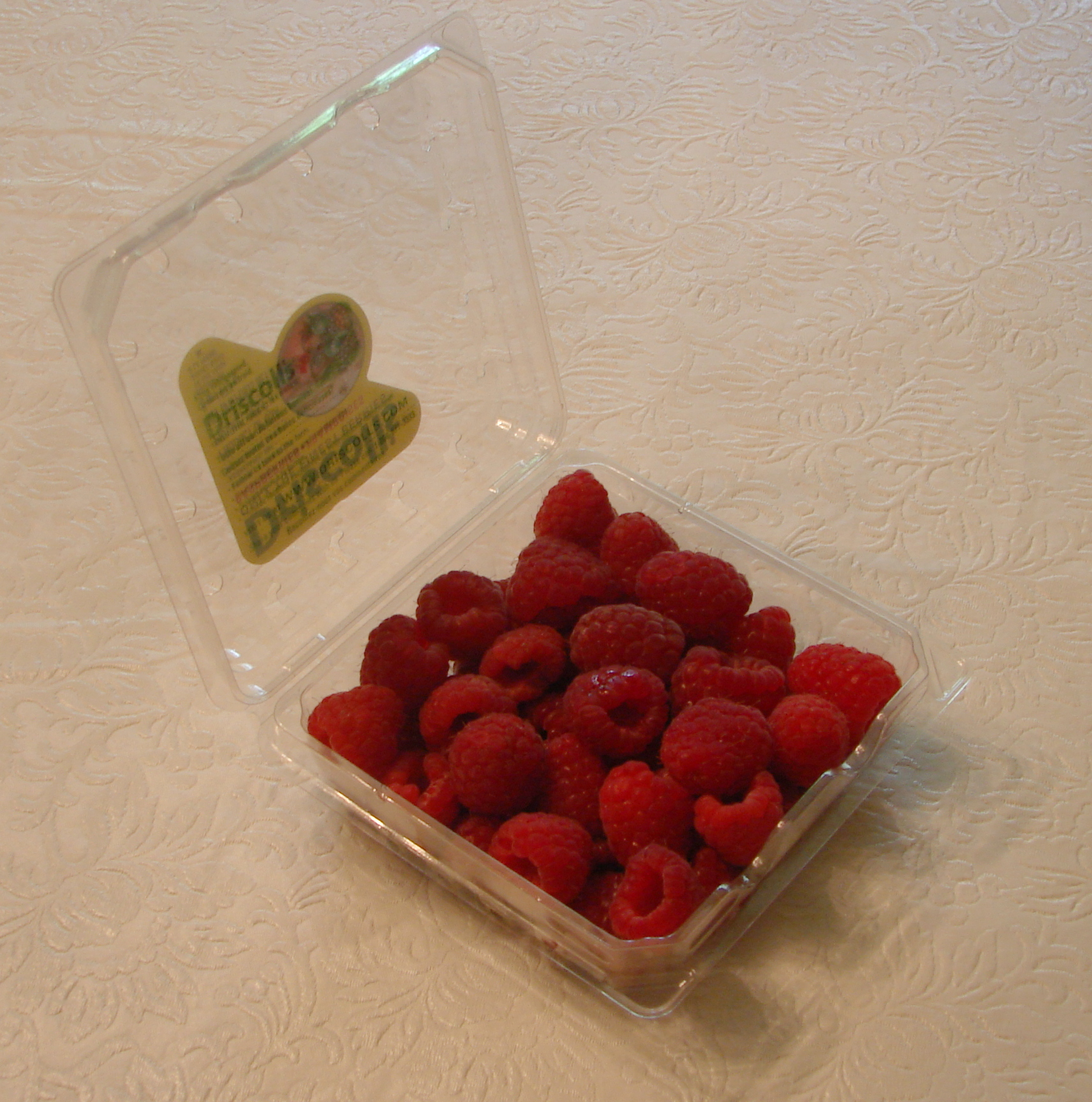
Driscoll's社のラズベリー（1990年代に同社が発明したクラムシェルパッケージに封入）

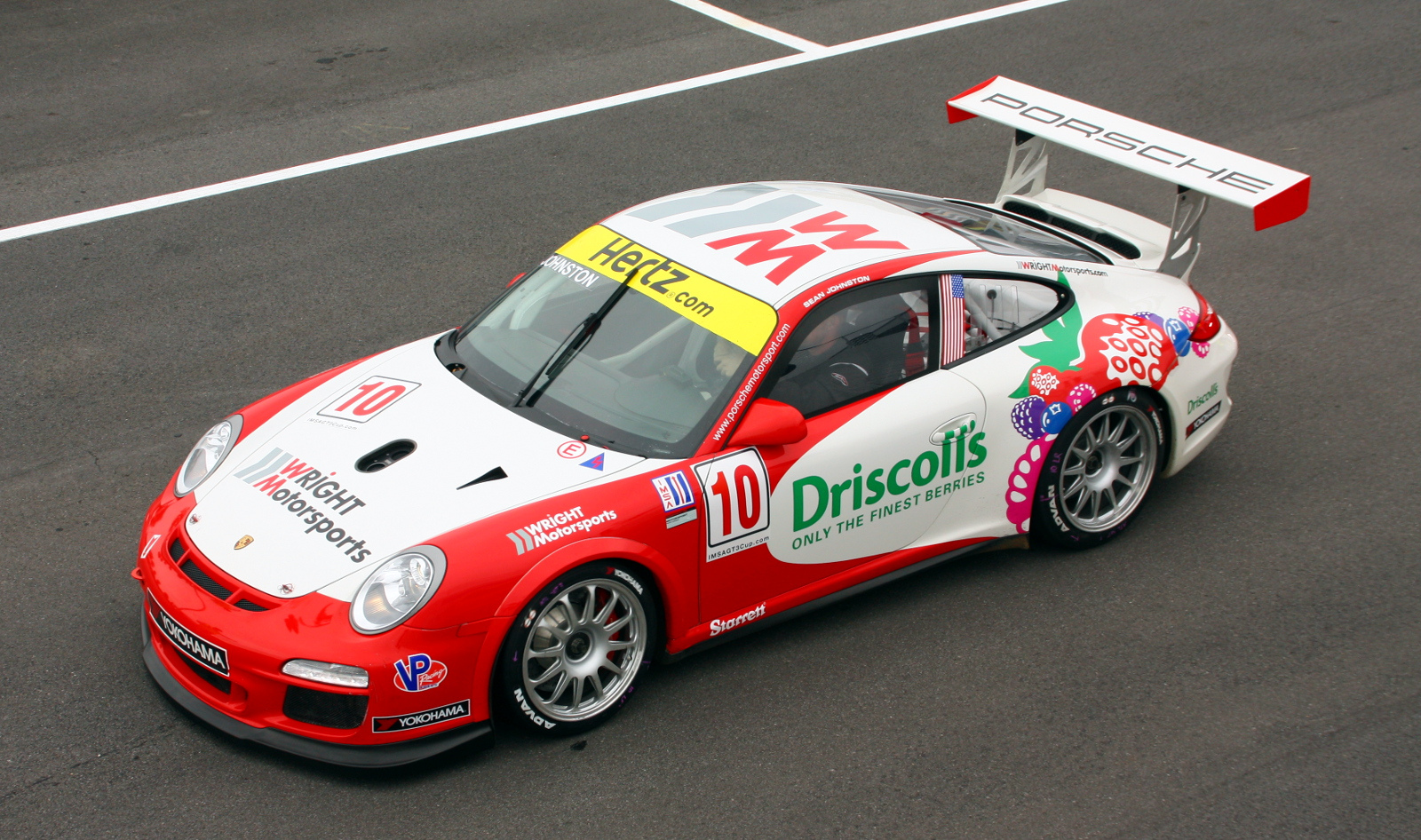
Driscoll's社がスポンサーとして参画しているポルシェ997 GT3カップがIMSA GT3カップチャレンジ 参戦

Driscoll'sは1980年代後半まで主にイチゴを販売していた。当時、ドール、デルモンテ、チキータからの購入提案があった。しかし、Driscoll'sはイチゴを外販せず、代わりにラズベリー、ブルーベリー、ブラックベリーを含む他の市場への拡大を決定した。1990年代に、Driscoll'sは、2つの半分がヒンジ領域で結合された一体型のコンテナであるクラムシェルを作成した。
2008年、Driscoll'sは、カルフォルニア州知事シュワルツェネッガーが交渉したプログラムに基づいて、イチゴを中華人民共和国に合法的に出荷した最初の2人のカリフォルニアの生産者の1人であった。2008年には、パハロバレー商工会議所から「ビジネスオブザイヤー」に選ばれた。2014年の時点で、Driscoll'sのサポートで先住民通訳+プログラムナティビダ医療センター、サリナス、カリフォルニア州のような固有の言語を話す人のための医療通訳を提供し、サポテカ、Mixteco、およびTriqui。2015年に、Driscoll'sはカリフォルニアの水政策の変更を求めるキャンペーン「Connect the Drops」への関与を発表した。
2015年、Driscoll'sの2つの独立生産者の労働者と組合指導者は、会社に対するボイコットを行った。同年に、Driscollは、独立した生産者にグローバルな労働者福祉基準を採用し、第三者による監査と評価による農場労働者の改善への公約を発表した。また、フェアトレードUSAと共同で、フェアトレード認定の有機栽培のイチゴと有機栽培のラズベリーを市場に出すパイロットプログラムを発表した。COOのKevin Murphyは2015年にCEOに昇格し、取締役会長としての地位を維持していたMiles Reiterの後任となった。
2016年までに、Driscoll'sはイチゴを収穫するロボットを開発するためのテストを開始し、さらに国際的なブランド変更も行った。同社はまた、Driscoll's Strawberry AssociatesからDriscoll's Inc.への名前の変更を発表した。

## 製品
Driscoll'sは21か国でベリーを栽培し、48か国で販売している。さまざまな栽培者と契約して、赤と黄色のイチゴ、ブラックベリー、ブルーベリー、ラズベリーを生産している。有機または非有機のいずれかの品種で入手可能なベリーは、収穫時にフィールドで梱包される。同社はカリフォルニア、フロリダ、メキシコ、オーストラリアにフィールドを持っている。同社のオーガニックベリーは、アメリカ合衆国農務省によりオーガニック認証を受けている。Driscoll'sの主張は、食品安全のために適切な農業慣行に従っていることであり、これは、契約しているすべての生産者の農場、カリフォルニア州サンタマリアの流通施設などの冷却および流通施設で実施される。また、フロリダ州ドーバーにも流通施設がある。
同社には、30人の科学者のスタッフがおり「イチゴだけに専念し、ワトソンビル、南カリフォルニア、フロリダ、スペイン、メキシコ、イギリスの9つの研究ステーションで進化を操作している」。
Driscoll'sは、CCOFによって認証された唯一のオーガニックストロベリー種苗場を維持している。

## 日本でのシェア
日本人は糖度の高い日本の果物を食べ慣れており、甘みに乏しい外国産の果物を好まないことから、日本におけるDriscoll'sの市場占有率はほとんど無く、コストコホールセールジャパンで扱っているのみである。